# Rogity
Rogity [rɔˈɡitɨ] (tiếng Đức: Regitten)  là một ngôi làng ở quận hành chính của Gmina Braniewo, trong huyện Braniewski, Warmińsko-Mazurskie, ở miền bắc Ba Lan, gần biên giới với Kaliningrad của Nga. Nó nằm khoảng 3 kilômét (2 mi) về phía đông của Braniewo và 79 km (49 mi) phía tây bắc của thủ đô khu vực Olsztyn.
Ngôi làng có dân số là 390 người.